# Kaka (Turkmenistán)
Kaka es una localidad de Turkmenistán, en la provincia de Ahal. Se encuentra a una altitud de 297 m sobre el nivel del mar.  Según una estimación de 2010 contaba con una población de 20 218 habitantes.

## Etimología
El nombre de Kaka es de origen incierto. Algunos ancianos locales lo han atribuido a un rey local epónimo «olvidado hace mucho tiempo», mientras que otros lo atribuyen a la palabra onomatopéyica persa قهقهه (Qahqahe) «ja-ja», una risa profunda, que indica que la zona es una tierra feliz. El nombre actual, Kaka, se estableció por decreto parlamentario en abril de 1992.